# Histoire de la Nièvre
Cet article présente l'histoire de la Nièvre.

## Préhistoire
Peu de renseignement concernent cette période dans la Nièvre. On trouve néanmoins les traces archéologiques d'occupation à Breugnon près de Clamecy ainsi que des pointes de flèches magdaléniennes à Sauvigny-les-Bois.

## Antiquité
- À l'époque gauloise, trois tribus se partagent l'actuel territoire de la Nièvre : les Bituriges, les Sénons et les Éduens dont la capitale Bibracte se situe en Saône-et-Loire, en bordure du département de la Nièvre. De nombreuses traces d'occupation gallo-romaine sont observées dans le département : vicus à Champallement, théâtre des Bardiaux à Arleuf, etc. En 52 av. J.-C., Nervinum, cité éduenne, et actuelle ville de Nevers, est à l'origine de la révolte des Gaules contre César. C'est vers le IIe siècle que la Nièvre est christianisée.
- Les Burgondes établissent leur royaume dans la région voisine du Rhône au IVe siècle mais le Nivernais ne deviendra bourguignon que très tardivement.

## Moyen Âge
Au VIe siècle, l'évêché de Nevers est créé puis le comté de Nevers au IXe siècle. Il est la propriété successive des grandes familles Courtenay, Chatillon, Flandre et Bourgogne.

## Époque moderne
En 1505, Le comté appartient à la famille de Clèves qu'elle érige en duché en 1538 avant de le vendre aux Gonzagues en 1565.
De 1560 à 1592, le duché de Nivernais a été le théâtre des Guerres de religion. La religion réformée, prêchée par les disciples de Calvin, avait fait de nombreux adeptes dans le Nivernais. Les catholiques, soutenus par le pouvoir royal, ont lutté pour en empêcher la diffusion. Chacun des partis a rassemblé une force armée et les affrontements ont été particulièrement violents. Par exemple, la ville de La Charité, largement convertie à la religion nouvelle, a été prise et reprise huit fois entre 1562 et 1578. À chaque fois, le siège de la ville s’est accompagné de meurtres et de pillages, qui ont ruiné la ville. Les autres villes ont aussi été occupées par les forces réformées pendant de longues périodes : Nevers, Clamecy, Entrains, Corbigny, etc. Des destructions et des incendies ont été commises par les deux camps dans tout le duché, ruinant en particulier nombre d’églises et d’abbayes. Le duc de Nevers, Louis de Gonzague, s’attacha finalement au roi Henri IV, qui par l’édit de Nantes (1598), établit alors dans le royaume une paix durable, fondée sur une certaine liberté de culte.
En 1659, Charles de Gonzague vend le territoire de la Nièvre au cardinal Mazarin qui le céda à son neveu. Les Mancini gardèrent le Nivernais jusqu'à la Révolution française.

## Révolution et Empire
De 1791 à 1793, les 9 districts (Nevers, Saint Pierre le Moutier, Decize, Moulins, Château Chinon, Corbigny, Clamecy, Cosne et La Charité) du département de la Nièvre  fournirent 3 bataillons de volontaires nationaux.
- 19 juin 1812 : Passage du pape Pie VII dans le département de la Nièvre. Lors de son transfert secret de Savone à Fontainebleau[2].

## XIXesiècle
Au moment du coup d'État du 2 décembre 1851 par Louis-Napoléon Bonaparte contre la Deuxième République, il y eut une certaine résistance dans le département, organisée par des sociétés secrètes républicaines, comme à Clamecy, entraînant une répression sévère avec plus d’un millier d’arrestations.
Cette sévérité se traduit aussi dans des affaires de droit commun. Reine Fleury tue ainsi son mari à coups de couteau quand il lui révèle qu’il fait partie d’une société secrète républicaine. Le 20 février 1852, lors de son procès en assises, ce sont plus les « rouges » qui sont jugés coupables qu’elle, on estime que Fleury avait mérité sa mort et elle est acquittée
.

## XXesiècle
Le 19 juin 1940, les troupes allemandes découvrent à la Charité-sur-Loire un train abandonné transportant les archives secrètes du Grand Quartier général français comprenant, entre autres, la convention militaire française, secrète, avec la Suisse.